# Hynobius hirosei
Espèce
Hynobius hirosei est une espèce d'urodèles de la famille des Hynobiidae.

## Répartition
Cette espèce est endémique de Shikoku au Japon. Elle se rencontre dans les montagnes centrales de l'île.

## Publication originale
- Lantz, 1931 : Description of two new salamanders of the genus Hynobius. Annals and Magazine of Natural History, sér. 10, vol. 7, p. 177-181.